# Due sul divano
Due sul divano è stato un programma televisivo italiano di genere talk show, trasmesso da LA7 nel 2002 e replicato da Jimmy nel 2005 e 2006.

## Il programma
Il format del programma, il cui titolo parafrasava quello del noto film di Ronald Neame, prevedeva una serie di duelli verbali tra due personaggi conosciuti al grande pubblico, durante i quali si intervistavano a vicenda, cercando di mettersi reciprocamente in difficoltà, e rispondendo alle domande del pubblico.
La novità consisteva nel fatto che i battibecchi tra i protagonisti e con il pubblico, orientati da un tema diverso per ogni coppia, non venivano mediati dalla figura di un conduttore, ed erano tassativamente limitati da un breve tempo predefinito e cronometrato. Allo scadere del tempo concesso un gruppo di "facchini" sollevava il divano ed i soprastanti personaggi per portarli fuori scena e, successivamente, introdurre la nuova coppia di sfidanti.